# Boller (Tårs Sogn)
 For alternative betydninger, se Boller (flertydig). (Se også artikler, som begynder med Boller)
Boller er en herregård i Tårs Sogn i det tidligere Børglum Herred Hjørring Amt, nu i Hjørring Kommune. Dens historie går tilbage til det 14. århundrede, hvor den menes at have tilhørt en af Skjalm Hvides efterkommere, Stig Pedersen Skovgaard.
Den nuværende hovedbygning er bygget i det 19. århundrede og består af en enkelt grundmuret og hvidpudset fløj, hvis gennemgående kvist på gårdsiden mod vest vest, har et større fremspring og et firkantet tårn.

## Ejere
- 14. århundrede Stig Pedersen Skovgaard
- 1380 Mathias Thorstensen
- 1440 ca. Peder Madsen
- 1465 ca. Jens Pedersen
- 1500 ca. Karen og Johanne Jensdatter
- 1530 ca. Claus Iversen (Dyre)
- 1547 ca. Jens Clausen (Dyre)
- 1587 Karen Hansdatter Stygge
- 1621 ca. Hans Jensen (Dyre)
- Niels Arenfeldt
- 1633 ca. Berte Nielsdatter Stygge
- 1637 Erik Juel
- 1637 Malte Sehested
- 1661 Margrethe Reedtz
- Jens Sehested
- 1684 Chr. Reedtz
- 1689 Rasmus Bartolin og Poul Vinding
- 1689 Jens Hansen Bergh
- 1717 Jørgen, Chr. v.Ginchel og Jakob Bergh
- 1719 Jakob Bergh (eneejer)
- 1735 Johanne Marie Werkmester
- 1755 Peder Marcussen Mørch
- 1796 Christen J. Schaarup
- 1802 Anne Cathrine Biering
- 1803 Fr. Joachim Abel
- 1806 Johan Conrad Schuchardt
- Munch
- 1826 Chr. Lemberg
- 1855 P. Ferdinand Lange
- 1870 C. H. Westermann
- 1875 Th. L. Bindeballe
- 1891 V. Tutein
- 1901 Johan Knudsen og N. Th. Nielsen
- 1901 Søren Chr. Pedersen
- Chr. Pedersen
- 1908 Esben Kjær
- 1910 Johs. Kjærgaard
- 1912 Johan Andersen
- 1915 C. Pedersen-Lindrup
- 1953 S. A. Lindrup